# Benjamin Williams (Politiker, 1876)

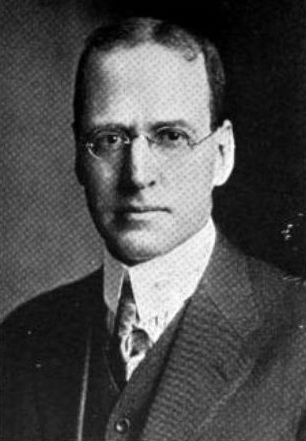
Benjamin Williams

Benjamin Williams (* 8. Juli 1876 in Fair Haven, Vermont; † 11. Februar 1957 in Proctor, Vermont) war ein US-amerikanischer Anwalt und Politiker, der von 1931 bis 1933 Vizegouverneur von Vermont war.

## Leben
Williams wurde in Fair Haven, Vermont geboren. Seinen Abschluss machte er an der Norwich University und arbeitete anschließend als Anwalt, Vorstand der Vermont Marble Company und als President der Proctor Trust Company.
Als Mitglied der Republikanischen Partei von Vermont war Williams von 1906 bis 1918 Stadtschreiber von Proctor, zudem von 1906 bis 1908 Sekretär für zivile und militärischen Angelegenheiten für den Gouverneur von Vermont Fletcher D. Proctor.
Williams war von 1917 bis 1921 Mitglied im Repräsentantenhaus von Vermont. Im Jahr 1920 wurde er für eine Amtszeit in den Senat von Vermont gewählt.
Im Jahr 1928 kehrte er in das Repräsentantenhaus zurück und wurde zum Sprecher des Hauses gewählt.
Die Wahl zum Vizegouverneur gewann er im Jahr 1930. Seine Amtszeit dauerte von 1931 bis 1933. Die republikanische Nominierungswahl für das Amt des Gouverneurs im Jahr 1934 verlor er gegen Charles M. Smith.
Williams starb am 5. Februar 1957 in Proctor.  Sein Grab befindet sich auf dem Fair Haven's Cedar Grove Cemetery.